# Шипульский, Анджей
Анджей Шипульский (пол. Andrzej Szypulski; род. 13 августа 1962, Голдап) — польский шахматист, международный мастер (1988).
Многократный участник командного чемпионата Польши в составе различных клубов. Выиграл 3 медали в команде: 1 золотую (1986) и 2 серебряные (1987, 1996), а также 2 медали в индивидуальном зачёте: 1 золотую (1988) и 1 бронзовую (1996).
В составе команды «WKSz Legion Warsaw» участник Кубка европейских клубов 1987/1988.

## Изменения рейтинга
| Графики недоступны из-за технических проблем. См. информацию на Фабрикаторе и на mediawiki.org. |